# Jules de Blosseville
Pour les articles homonymes, voir Poret et Blosseville (homonymie).
Jules Alphonse René Poret, baron de Blosseville, né à Rouen le 29 juillet 1802 et mort après 1833, est un navigateur et explorateur français.

## Biographie
Jules de Blosseville est le fils de Bénigne Poret de Blosseville et le petit-fils de David Duval de Sanadon.
Sa maison natale, toujours existante, est située au 24 rue Charles-Lenepveu, derrière le chevet de l'église Saint-Godard. 
Jules de Blosseville effectue plusieurs voyages à Cayenne, à la Martinique et au Brésil (1818) sur le Railleur puis fait partie du voyage de circumnavigation de l'expédition scientifique de La Coquille de 1822 à 1825 sous les ordres de Louis Isidore Duperrey. 
Enseigne de vaisseau (1825), en 1827, il est chargé d'étudier l'hydrographie des côtes de la Normandie puis visite les mers de l’Inde et de la Chine. Nommé lieutenant de vaisseau en 1828, il prend part à l'expédition d'Alger. Cette même année, il aurait rencontré des glaces à la hauteur du Cap, vers le 45e parallèle et se spécialise dans le magnétisme. Pour mener ses études, il demande à voyager dans les mers polaires. 
Nommé capitaine du brick de 8 canons La Lilloise, il part ainsi en 1833 pour explorer la côte orientale du Groenland. Il relève la côte du Groenland du 68°34' au 68°55' de latitude nord. Bloqué par les glaces, il doit relâcher au nord-est de l’Islande (Vopnafjörd). Dans une dernière lettre datée du 5 août 1833, il indique son intention de retourner « avec prudence » parfaire ses découvertes. Il disparait sans laisser la moindre trace. En 1835, le navire La Recherche est envoyée en Islande pour le retrouver, en vain. 
Il est rayé des rôles de la Marine française en 1836.
Sa disparition marque fortement Jules Verne qui le mentionne dans ses romans Le Sphinx des glaces (partie 1, chapitre VI), Les Aventures du capitaine Hatteras (partie 1, chapitre VI) et Voyage au centre de la Terre (chapitre X).